# Jean Hagen

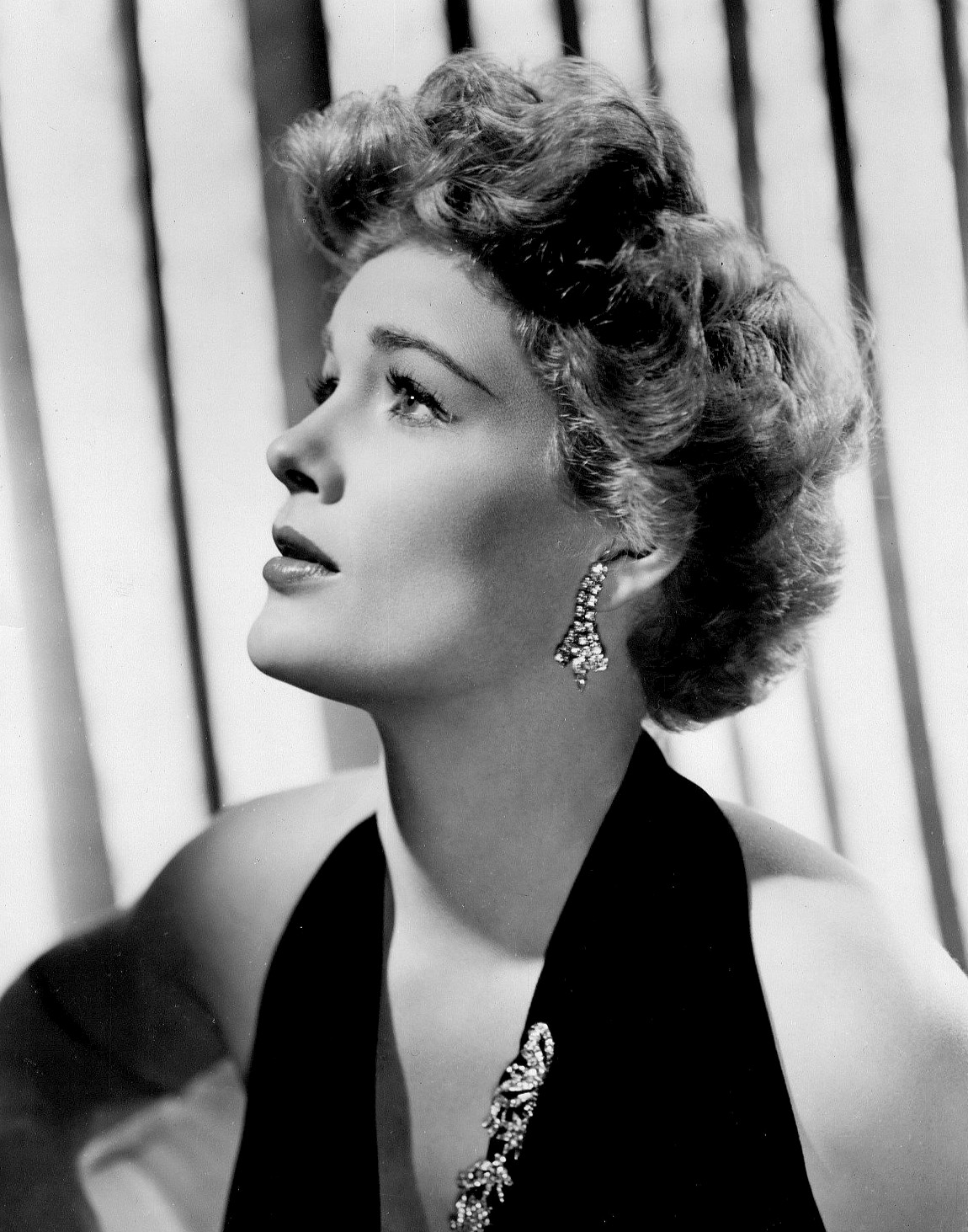
Jean Hagen (1955)

Jean Hagen (* 3. August 1923 als Jean Shirley Verhagen in Chicago, Illinois; † 29. August 1977 in Los Angeles, Kalifornien) war eine US-amerikanische Schauspielerin.

## Leben
Sie wurde geboren als Tochter von Marie und Christian Verhagen. Nach ihrem Abschluss an der Elkhart Highschool studierte sie Schauspiel und arbeitete nebenbei als Platzanweiserin im Theater.
1949 gab sie ihr Filmdebüt an der Seite von Katharine Hepburn und Spencer Tracy in dem Film Ehekrieg. Zu ihren größten Erfolgen zählen ihre Rolle als Doll Conovan in John Hustons Kriminalfilm Asphalt Dschungel sowie ihre komödiantische Darstellung als Lina Lamont, ein Stummfilmstar mit quietschiger Stimme, neben Gene Kelly im Musicalklassiker Du sollst mein Glücksstern sein. Für letzte Darbietung wurde sie 1952 für den Oscar in der Kategorie Beste Nebendarstellerin nominiert. Von 1953 bis 1956 hatte sie eine der Hauptrollen als Familienmutter Margaret Williams in der Sitcom Make Room for Daddy an der Seite von Danny Thomas, hierfür erhielt sie drei Nominierungen für den Emmy Award. Nach ihrem Ausstieg aus der in den USA populären Serie konzentrierte sie sich wieder vermehrt auf die Kinoarbeit und hatte 1959 eine Hauptrolle in der Familienkomödie Der unheimliche Zotti an der Seite von Fred MacMurray. Ab Mitte der 1960er-Jahre war sie aber nur noch gelegentlich in Kino-Nebenrollen oder mit Gastauftritten in Fernsehserien präsent.
Von 1947 bis 1965 war Hagen mit dem Schauspieler Tom Seidel verheiratet. 1965 ließ er sich von ihr scheiden und bekam das Sorgerecht für die beiden gemeinsamen Kinder, eine Tochter (* 1950) und einen Sohn (1952–2012). 1968 fiel sie aufgrund einer Alkoholvergiftung ins Koma. Danach hatte sie ihre Alkoholabhängigkeit überwunden. In den beiden letzten Jahren ihres Lebens war die Künstlerin hauptsächlich in Fernsehproduktionen zu sehen. Sie starb an einer Speiseröhrenkrebserkrankung, an der sie mehrere Jahre litt.

## Auszeichnungen
- 1953: Oscar-Nominierung in der Kategorie „Beste Nebendarstellerin“ bei der Verleihung 1953 für Du sollst mein Glücksstern sein[3]
- Stern auf dem Hollywood Walk of Fame (1502 Vine Street) für Jean Hagen

## Filmografie (Auswahl)

### Filme
- 1949: Ehekrieg (Adam’s Rib)
- 1949: Side Street
- 1950: Die Letzten von Fort Gamble (Ambush)
- 1950: Mein Leben gehört mir (A Life of Her Own)
- 1950: Asphalt Dschungel (The Asphalt Jungle)
- 1952: Stärker als Ketten (Carbine Williams)
- 1952: Du sollst mein Glücksstern sein (Singin’ in the Rain)
- 1953: Arena
- 1953: Latin Lovers
- 1953: Half a Hero
- 1955: Hollywood-Story (The Big Knife)
- 1959: Der unheimliche Zotti (The Shaggy Dog)
- 1960: Sunrise at Campobello
- 1962: Panik im Jahre Null (Panic in Year Zero!)
- 1964: Der schwarze Kreis (Dead Ringer)

### Fernsehen
- 1953–1956: Make Room for Daddy (90 Folgen)
- 1959: Kein Fall für FBI (The Detectives)
- 1961: Andy Griffith Show
- 1976: Starsky und Hutch
- 1976: Die Straßen von San Francisco (The Streets of San Francisco)
- 1977: Alexander: The Other Side of Dawn